# Aciphylla montana
Aciphylla montana là một loài thực vật có hoa trong họ Hoa tán. Loài này được J.B.Armstr. mô tả khoa học đầu tiên năm 1872.